# 復元
復元（ふくげん、復原）とは、「元の位置や形態に戻す（戻る）」という意味である。

## 復元技術の用途
- 考古学などの、昔の時代のものを扱う時。
- 犯罪捜査時の、物的証拠を調べる時。
- 古生物学において、化石からかつての生物の姿を求めること。→復元 (古生物)
- 文化財（建造物）の分野で、失われた建物を当時のように再現すること、あるいは推測に基づく場合を「復元」、一方、改修等で形が変わっていたものを当初の姿に戻すこと、あるいは旧部材（部分品や材料）や文献等が残っており、根拠が確かな場合を「復原」と使いわけることがある（吉野ヶ里遺跡の住居は復元、東京駅丸の内駅舎は復原）。